# Trynidad i Tobago na Letnich Igrzyskach Olimpijskich 1992
Trynidad i Tobago na Letnich Igrzyskach Olimpijskich 1992 reprezentowało siedmiu zawodników (sami mężczyźni). Był to 11 start reprezentacji Trynidadu i Tobago na letnich igrzyskach olimpijskich.

## Skład kadry

### Kolarstwo torowe
Mężczyźni
- Maxwell Cheeseman – sprint – odpadł w eliminacjach,
- Gene Samuel

wyścig na 1 km ze startu zatrzymanego – 8. miejsce,
wyścig punktowy – 19. miejsce,

### Lekkoatletyka
Mężczyźni
- Ato Boldon

bieg na 100 m – odpadł w eliminacjach,
bieg na 200 m – odpadł w eliminacjach,
- Neil De Silva – bieg na 200 m – odpadł w półfinale (dyskwalifikacja),
- Ian Morris – bieg na 400 m – 4. miejsce,
- Alvin Daniel – bieg na 400 m – odpadł w ćwierćfinale,
- Patrick Delice – bieg na 400 m – odpadł w eliminacjach,
- Alvin Daniel, Patrick Delice, Neil De Silva, Ian Morris – sztafeta 4 x 400 m – 7. miejsce,